# Elias-Atlantikstachelratte

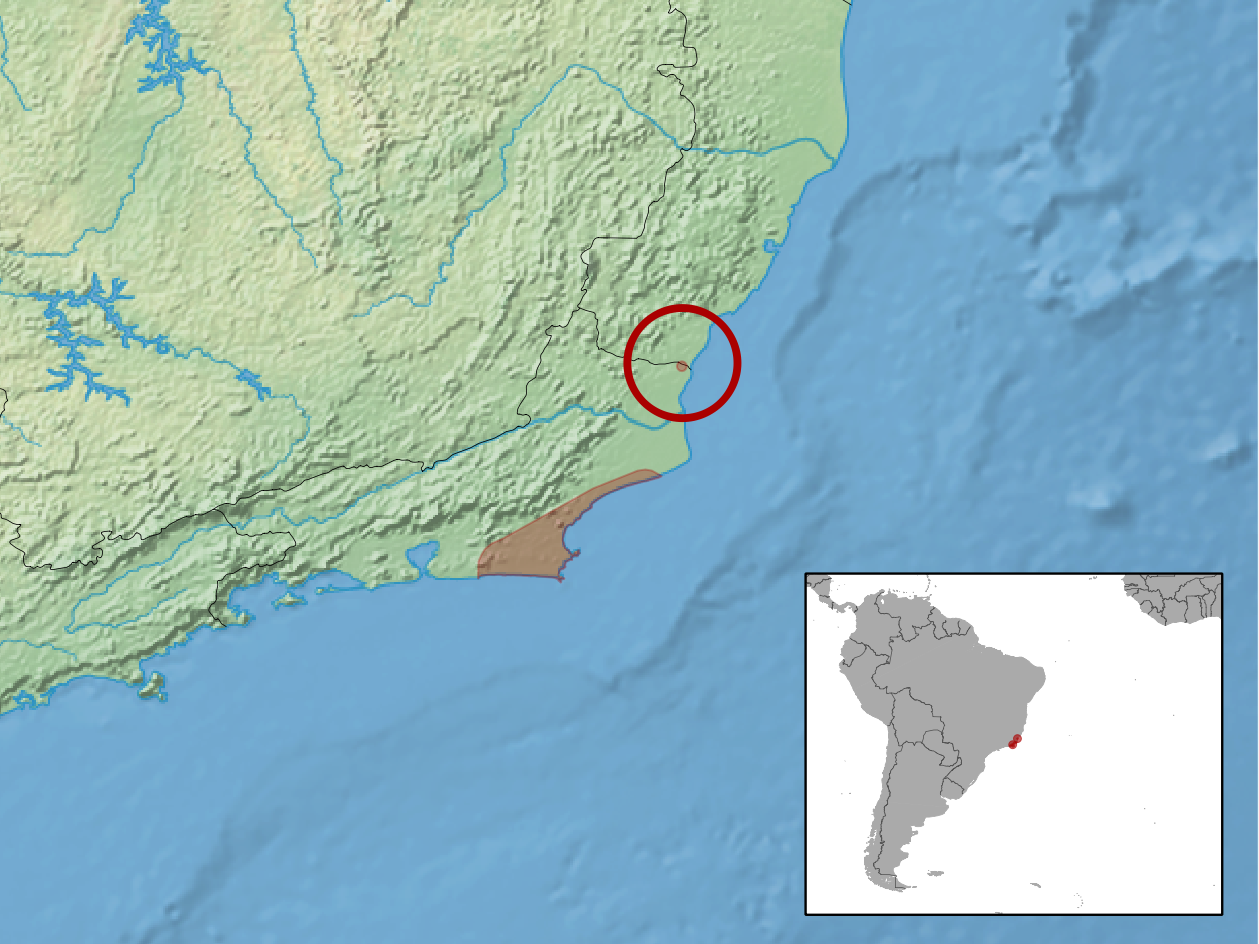
Verbreitungsgebiet der Elias-Atlantikstachelratte

Die im südöstlichen Brasilien verbreitete Elias-Atlantikstachelratte (Trinomys eliasi) ist eine Art in der Familie der Stachelratten. Die Population galt ursprünglich als Unterart der Ihering-Atlantikstachelratte. Ihr nächster Verwandter laut genetischen Studien ist die Lanzen-Atlantikstachelratte.
Die Art ist nach Elias Pacheco Coelho benannt, der an der Universität von Rio de Janeiro Mentor der Erstbeschreiber dieses Nagetiers war.

## Merkmale
Als größter Vertreter ihrer Gattung wird die Elias-Atlantikstachelratte ohne Schwanz 186 bis 215 mm lang, die Schwanzlänge liegt bei 181 bis 231 mm und das Gewicht variiert zwischen 124 und 262 g. Dieses Nagetier hat 47 bis 55 mm lange Hinterfüße und 25 bis 31 mm lange Ohren. In das Fell der Oberseite sind etwa 23 mm lange und 1,5 mm breite Stacheln eingemischt. Diese sind an den Wurzeln weiß bis cremefarben, in der Mitte dunkler und an den Spitzen schwarz. Die oberseitigen weichen Haare haben eine ocker- oder zimtfarbene Tönung und werden an den Flanken heller. Die Grenze zur weißen Unterseite ist deutlich. Die Art unterscheidet sich zusätzlich in abweichenden Details des Schädels und des männlichen Penisknochens von anderen Gattungsmitgliedern. Der diploide Chromosomensatz enthält 58 Chromosomen (2n=58).

## Verbreitung und Lebensweise
Diese Stachelratte lebt hauptsächlich im Bundesstaat Rio de Janeiro. Eine kleine Population kommt an der Grenze zu Espírito Santo vor. Sie hält sich in der Ökoregion Mata Atlântica mit feuchten und trockenen, laubabwerfenden sowie immergrünen Wäldern auf. Diese sind durch einen verschlungenen Unterwuchs und durch komplexe Wurzeln gekennzeichnet.
Die dämmerungsaktiven Tiere bewegen sich vorwiegend auf dem Boden. Sie sind allgemein träge und fressen vermutlich ähnliche Organismen wie andere Gattungsvertreter. Bei Weibchen können pro Jahr bis zu vier Würfe mit meist Zwillingen vorkommen. Die Geschlechtsreife tritt bei Männchen nach fünf und bei Weibchen nach acht Monaten ein. Das älteste gefangene Exemplar war 30 Monate alt.

## Gefährdung
Die Ausbreitung menschlicher Nutzflächen wirkt sich negativ auf den Bestand aus. Die Elias-Atlantikstachelratte lebt im Nationalpark Restinga de Jurubatiba und in anderen Schutzzonen. Sie wird von der IUCN in der Vorwarnliste geführt (near threatened).